# Возы (станция)
Возы — станция Московской железной дороги железнодорожной линии Москва — Тула — Орёл — Курск — Белгород. До 1904 года — Карасёвка. Отделение железной дороги — Орлово-Курское. Находится в Поныровском районе, в поселке Возы. Ближайшая к Возам станция – в поселке  городского типа Поныри тогоже района. Здание вокзала у станции небольшое и одноэтажное, строительство объекта закончилось в 1868 году.
Во время гражданской войны станция была взорвана кавалеристам латышского кавполка, участвовавшими в рейде по тылам войск Корнилова.